# Đỗ Mười
Đỗ Mười (Hanói, 2 de febrero de 1917-Hanói, 1 de octubre de 2018) fue un político vietnamita y primer ministro de Vietnam.

## Biografía

### Primeros años y educación
Nació en el poblado de Thanh Tri, Hanói, el 2 de febrero de 1917. 

### Carrera política
Fue secretario general del Partido Comunista de Vietnam entre 1991 y 1997, reemplazando a Nguyen Van Linh. 
Primer ministro de Vietnam desde el 22 de junio de 1988 hasta el 8 de agosto de 1991.

### Muerte
En 2017 cumplió 100 años. Falleció en Hanói el 1 de octubre de 2018, a los 101 años; por causas naturales.